# Bodansky György
Bodansky György (Budapest, 1953. augusztus 16. –) magyar író, újságíró, szerkesztő, dramaturg és rendező.

## Élete
Az ELTE Állam és Jogtudományi Karán 1979-ben, valamint a Színház- és Filmművészeti Főiskola színháztörténet-dramaturgia szakán végzett 1985-ben.
Munkahelyei:
- Pinceszínház – igazgató,[1]
- Beszélő - olvasószerkesztő[1]
- Népszava – kulturális rovatvezető[1]
- Füles – főszerkesztő[1]

Aláírója volt a CHARTA '77 börtönben ülő vezetői kiengedését követelő nyilatkozatnak (1979).
Nős, öt gyermeke van.

## Munkássága
Szerzői álneve: Andrew Beard.

### Művei
- Andrew Beard: Az elhagyott sziget; Jonathan Miller, Bp., 2004 (Kaland könyvek)
- Andrew Beard: Bankrablók a fedélzeten; Jonathan Miller, Bp., 2004 (Kaland könyvek)
- Andrew Beard: A múmia éjszakája; Jonathan Miller, Bp., 2004 (Kaland könyvek)

### Fontosabb rendezései
- Neil Simon: Furcsa pár, A. P. Csehov: Ványa bácsi, Molière: Tudós nők